# Arameiska-Syrianska Botkyrka IF
Arameiska-Syrianska Botkyrka IF is een voetbalclub uit Botkyrka, Stockholms län. De voetbalclub werd  in 1980 opgericht door Aramese immigranten uit Mesopotamië en speelt in de tweede divisie in de Södra Svealand-groep op het vierde niveau in Zweden.

## Competities
Competitie indeling vanaf 1999.
| Seizoen | Niv. | Divisie    | Groep           | EK  | Opmerking    |
| ------- | ---- | ---------- | --------------- | --- | ------------ |
| 1999    | 5    | Division 4 | Stockholm Södra | 5e  |              |
| 2000    | 6 *  | Division 4 | Stockholm Södra | 9e  |              |
| 2001    | 6    | Division 4 | Stockholm Södra | 1e  | Gepromoveerd |
| 2002    | 5    | Division 3 | Östra Svealand  | 3e  |              |
| 2003    | 5    | Division 3 | Östra Svealand  | 6e  |              |
| 2004    | 5    | Division 3 | Östra Svealand  | 2e  |              |
| 2005    | 5    | Division 3 | Östra Svealand  | 2e  | Gepromoveerd |
| 2006    | 4    | Division 2 | Östra Svealand  | 2e  |              |
| 2007    | 4    | Division 2 | Östra Svealand  | 1e  | Gepromoveerd |
| 2008    | 3    | Division 1 | Norra           | 8e  |              |
| 2009    | 3    | Division 1 | Norra           | 8e  |              |
| 2010    | 3    | Division 1 | Norra           | 14e | Gedegradeerd |
| 2011    | 4    | Division 2 | Södra Svealand  | 6e  |              |
| 2012    | 4    | Division 2 | Södra Svealand  |     |              |

* In 2000 werd de Superettan op het 2e niveau ingevoerd.